# Campo Alegre de Goiás
Campo Alegre de Goiás, amtlich portugiesisch Município de Campo Alegre de Goiás, deutsch Fröhliches Feld von Goiás, ist eine durch Landwirtschaft und Viehzucht geprägte Gemeinde im zentralen Bundesstaat Goiás in Brasilien, die am 12. November 1953 gegründet wurde.
Im Jahr 2010 betrug die Bevölkerung 6057 Menschen. Die Bevölkerungszahl wurde im Jahr 2020 auf 7738 Einwohner geschätzt, die Campo-Alegrenser genannt werden und auf einer Gemeindefläche von rund 2463 km² leben.

## Geographie
Umliegende Gemeinden sind Catalão, Cristalina, Ipameri und Paracatu im Nachbarstaat Minas Gerais.
Das Biom ist der brasilianische Cerrado. Die Gemeinde liegt auf einer Höhe von 877 bis 893 Metern über Normalnull.
Campo Alegre war von 1989 bis 2017 Teil der Mikroregion Catalão in der Mesoregion Süd-Goiás.

### Klima
Die Stadt hat tropisches Klima, Aw nach der Klimaklassifikation nach Köppen und Geiger. Die Durchschnittstemperatur ist 22,7 °C. Die durchschnittliche Niederschlagsmenge liegt bei 1432 mm im Jahr.
|                   | Jan  | Feb  | Mär  | Apr  | Mai  | Jun  | Jul  | Aug  | Sep  | Okt  | Nov  | Dez  |   |      |
| Temperatur (°C)   | 23,8 | 24,0 | 23,1 | 21,8 | 20,3 | 20,2 | 21,7 | 23,5 | 23,9 | 23,8 | 23,6 | 22,8 | Ø | 22,7 |
| Niederschlag (mm) | 260  | 183  | 168  | 91   | 40   | 11   | 13   | 22   | 49   | 127  | 191  | 277  | Σ | 1432 |

## Geschichte
Die Gemeinde entstand aus einem Viehtreiberlagerplatz namens Calaça und gehörte im 19. Jahrhundert zur Stadt Catalão. 1870 gehörte es zum alten Vai-Vém, aus dem die heutige Stadt Ipameri hervorging. Am 29. August 1901 wurde der zu Ipameri gehörende Distrito de Campo Alegre gegründet und am 31. Dezember 1943 umbenannt in Distrito de Rudá. Am 12. November 1953 erfolgte durch das Staatsgesetz Nr. 893 die Erhebung in ein Munizip mit Selbstverwaltungsrecht und die Umbenennung in Campo Alegre de Goiás.

## Kommunalpolitik
Bei der Kommunalwahl in Brasilien 2016 wurde José Antônio Neto Siqueira (Zé Antônio) der Progressistas (PP) zum Stadtpräfekten (Bürgermeister) für die Amtszeit von 2017 bis 2020 gewählt.
Die Legislative liegt bei einem Stadtrat aus neun gewählten Stadtverordneten (vereadores).

## Bevölkerungsentwicklung
Die Landbevölkerung macht eine deutliche Abwärtsentwicklung (Landflucht, von 54 % 1991 auf 26 % 2010), die Bevölkerung konzentriert sich auf den als urban bebaut geltenden Hauptort. Die Bevölkerungsdichte betrug 2010 rechnerisch 2,5 Einwohner pro km². 2010 waren rund 25,7 % der Bevölkerung Kinder und Jugendliche bis 15 Jahre.
| Jahr | Einwohner | Stadt | Land  |
| --- | --------- | ----- | ----- |
| 1991 | 4.536     | 2.094 | 2.442 |
| 2000 | 4.528     | 2.871 | 1.657 |
| 2010 | 6.060     | 4.481 | 1.579 |
| 2020 | 7.738     | ?     | ?     |
| Hier fehlt eine Grafik, die leider im Moment aus technischen Gründen nicht angezeigt werden kann. Wir arbeiten daran! |           |       |       |

Quelle: